# Psychobiologie
Psychobiologie, ook wel biopsychologie genoemd, is de wetenschappelijke studie van het geestelijk functioneren en gedrag met betrekking tot andere biologische processen, of anders gezegd, van de gevolgen van kennis, emoties, en ervaring voor dierlijke fysiologie. In de psychobiologie bestudeert men ook de biologie van gedrag en geestelijke processen.

## Afdelingen van psychobiologie
- Fysiologische psychologie
- Psychofarmacologie
- Neuropsychologie
- Psychofysiologie
- Cognitieve neurologie (& gedragsneurologie)
- Vergelijkende psychologie

Verwante gebieden van wetenschappelijke studie die hetzelfde fundamentele gebied behandelen maar een andere nadruk hebben omvatten:
- Biologische psychologie
- Biologie van psychologie
- Gedragsbiologie
- Neurobiologie